# Ever Anderson
Ever Gabo Anderson (Los Angeles, 3 novembre 2007) è un'attrice e modella statunitense.

## Carriera
Figlia dell'attrice Milla Jovovich e del regista Paul W. S. Anderson. All'età di nove anni è apparsa sulla copertina di Vogue Bambini, fotografata da Ellen von Unwerth. È stata anche fotografata da Karl Lagerfeld, Mikael Jansson e Peter Lindbergh. La sua prima apparizione cinematografica è stata nel film Resident Evil: The Final Chapter del 2016, diretto da suo padre, dove ha interpretato una giovane Alicia Marcus, che è interpretata nella versione adulta da sua madre. Nel 2021 ha interpretato una giovane Natasha Romanoff (Vedova Nera) nel film del Marvel Cinematic Universe Black Widow. Nel 2023 ha interpretato Wendy Darling nel film Disney live action Peter Pan & Wendy.

## Vita privata
Pratica taekwondo e, oltre alle sue lingue native, inglese e russo, parla anche il giapponese e il francese.

## Filmografia
- Resident Evil: The Final Chapter, regia di Paul W. S. Anderson (2016)
- Black Widow, regia di Cate Shortland (2021)
- Peter Pan & Wendy, regia di David Lowery (2023)

## Doppiatrici italiane
Nelle versioni in italiano dei suoi film, Ever Anderson è stata doppiata da:
- Sara Vidale in Black Widow, Peter Pan & Wendy (dialoghi)
- Vittoria Bartolomei in Resident Evil: The Final Chapter
- Cristiana Alviti in Peter Pan & Wendy (canto)